# بيتش كوه (كوهستان)
بيتش كوه (بالفارسية: پیچ‌کوه) هي قرية تقع في إيران في Kuhestan Rural District. يقدر عدد سكانها بـ 17 نسمة بحسب إحصاء 2016.